# مايت أند ماجك بوك ون: ذا سيكريت أوف ذا سانكتروم
مايت أند ماجك بوك ون: ذا سيكريت أوف ذا سانكتروم (بالإنجليزية: Might and Magic Book One: The Secret of the Inner Sanctum)‏ هي لعبة فيديو تقمص الأدوار تم إنتاجها في سنة 1986 وتعتبر أول ألعاب سلسلة مايت آند ماجك وألتي تم إنتاجها بواسطة شركة نيو ورلد كومبيوتنغ وقد إصدار تطويرات متعددة لهذه اللعبة حتى بداية التسعينات.